# Estació d'O Porriño
L'estació d'O Porriño es troba a la localitat gallega d'O Porriño, a la província de Pontevedra. Té serveis de mitjana i llarga distància operats per Renfe.
Pertany a la línia que uneix Monforte de Lemos amb Redondela, que és d'ample ibèric, en via única i està electrificada.

## Trens

### Mitjana Distància
| Línia | Trens            | Origen/destinació | Destinació/origen |
| ----- | ---------------- | ----------------- | ----------------- |
|       | Intercity        | Vigo              | Madrid-Chamartín  |
| 6     | Regional Express | Vigo              | Lleó              |

### Llarga Distància
| Tren                   | Origen/destinació | Parades Intermèdies | Destinació/origen | Observacions                 |
| ---------------------- | ----------------- | --- | ----------------- | ---------------------------- |
| Alvia                  | Vigo-Guixar       | Redondela · O Porriño · Ourense-Empalme · Monforte de Lemos · San Clodio-Quiroga · A Rúa-Petín · O Barco de Valdeorras · Ponferrada · Bembibre · Astorga · Lleó · Sahagún · Palència · Burgos-Rosa de Lima · Miranda de Ebro · Vitòria · Pamplona · Tafalla · Castejón de Ebro · Tudela de Navarra · Saragossa-Delicias · Lleida Pirineus · Camp de Tarragona | Barcelona-Sants   | 3 trens setmanals per sentit |
| Trenhotel Galicia      | Vigo-Guixar       | Redondela · O Porriño · Guillarei · Ourense-Empalme · Monforte de Lemos · San Clodio-Quiroga · A Rúa-Petín · O Barco de Valdeorras · Ponferrada · Astorga · Lleó · Palència · Burgos-Rosa de Lima · Logronyo · Castejón de Ebro · Tudela de Navarra · Saragossa-Delicias · Lleida Pirineus · Camp de Tarragona                                                | Barcelona-Sants   | 1 tren diari per sentit      |
| Trenhotel Rías Galegas | Pontevedra        | Vigo-Guixar · Redondela · O Porriño · Guillarei · Ourense-Empalme · A Gudiña · Puebla de Sanabria · Zamora · Medina del Campo · Àvila | Madrid-Chamartín  | 1 tren diari per sentit      |